# 圣彼得罗穆索利诺
圣彼得罗穆索利诺（義大利語：San Pietro Mussolino）是意大利威尼托大区维琴察省的一个市镇。总面积4平方公里，人口1613人，人口密度403.3人/平方公里（2009年）。国家统计（ISTAT）代码为024094。